# Cussac-sur-Loire
Cussac-sur-Loire ist eine französische Gemeinde mit 1.658 Einwohnern (Stand: 1. Januar 2022) im Département Haute-Loire in der Region Auvergne-Rhône-Alpes. Sie gehört zum Arrondissement Le Puy-en-Velay und zum Kanton Velay volcanique. Die Einwohner werden Cussacois genannt.

## Geographie
Cussac-sur-Loire liegt im Zentralmassiv an der oberen Loire, sieben Kilometer südlich der Innenstadt von Le Puy-en-Velay.

### Nachbargemeinden
Umgeben wird Cussac-sur-Loire von den Nachbargemeinden Le Puy-en-Velay im Norden, Coubon im Osten, Chadron im Südosten, Solignac-sur-Loire im Süden sowie Saint-Christophe-sur-Dolaizon im Westen.

## Bevölkerungsentwicklung
| Jahr                       | 1962 | 1968 | 1975 | 1982 | 1990 | 1999 | 2006 | 2013 | 2020 |
| Einwohner                  | 357  | 456  | 686  | 1165 | 1358 | 1376 | 1584 | 1728 | 1673 |
| Quellen: Cassini und INSEE |      |      |      |      |      |      |      |      |      |

## Verkehr
Durch die Gemeinde verläuft die Route nationale 88.

## Sehenswürdigkeiten
- Kirche Saint-Sulpice
- Kapelle Saint-Blaise-de-Jonzac, seit 1992 Monument historique

|  |